# Оушен-Сіті (Меріленд)
Оушен-Сіті (англ. Ocean City) — місто (англ. town) в США, в окрузі Вустер штату Меріленд. Населення — 6844 особи (2020).

## Географія
Оушен-Сіті розташований за координатами 38°23′9″ пн. ш. 75°3′49″ зх. д. / 38.38583° пн. ш. 75.06361° зх. д. (38.385827, -75.063484).  За даними Бюро перепису населення США в 2010 році місто мало площу 94,19 км², з яких 11,43 км² — суходіл та 82,76 км² — водойми. В 2017 році площа становила 24,30 км², з яких 11,42 км² — суходіл та 12,88 км² — водойми.

### Клімат
| Клімат : Оушен-Сіті     | Клімат : Оушен-Сіті | Клімат : Оушен-Сіті | Клімат : Оушен-Сіті | Клімат : Оушен-Сіті | Клімат : Оушен-Сіті | Клімат : Оушен-Сіті | Клімат : Оушен-Сіті | Клімат : Оушен-Сіті | Клімат : Оушен-Сіті | Клімат : Оушен-Сіті | Клімат : Оушен-Сіті | Клімат : Оушен-Сіті | Клімат : Оушен-Сіті |
| Показник                | Січ.                | Лют.                | Бер.                | Квіт.               | Трав.               | Черв.               | Лип.                | Серп.               | Вер.                | Жовт.               | Лист.               | Груд.               | Рік                 |
| Абсолютний максимум, °C | 25,0                | 25,6                | 31,1                | 34,4                | 36,7                | 38,9                | 39,4                | 37,8                | 37,2                | 34,4                | 28,9                | 25,6                | 39,4                |
| Середній максимум, °C   | 6,8                 | 7,9                 | 11,8                | 16,7                | 21,7                | 26,6                | 29,1                | 28,4                | 25,3                | 20,0                | 14,7                | 9,2                 | 18,2                |
| Середня температура, °C | 2,6                 | 3,6                 | 7,2                 | 12,1                | 17,1                | 22,2                | 25,0                | 24,3                | 21,1                | 15,3                | 10,1                | 5,1                 | 13,8                |
| Середній мінімум, °C    | −1,6                | −0,7                | 2,6                 | 7,4                 | 12,4                | 17,9                | 20,8                | 20,2                | 16,7                | 10,5                | 5,6                 | 0,9                 | 9,4                 |
| Абсолютний мінімум, °C  | −21,1               | −18,9               | −13,3               | −5,6                | −1,1                | 4,4                 | 7,2                 | 5,0                 | −0,6                | −5,6                | −9,4                | −18,9               | −21,1               |
| Норма опадів, мм        | 81                  | 68                  | 92                  | 77                  | 79                  | 81                  | 84                  | 98                  | 77                  | 81                  | 75                  | 82                  | 973                 |
| Вологість повітря, %    | 68.8                | 68.4                | 63.9                | 66.0                | 71.4                | 74.4                | 74.8                | 76.3                | 74.7                | 72.9                | 71.1                | 69.5                | 71.0                |
| ----------------------- | ------------------- | ------------------- | ------------------- | ------------------- | ------------------- | ------------------- | ------------------- | ------------------- | ------------------- | ------------------- | ------------------- | ------------------- | ------------------- |
| Джерело: NOAA           |                     |                     |                     |                     |                     |                     |                     |                     |                     |                     |                     |                     |                     |

## Демографія
Згідно з переписом 2010 року, у місті мешкали 7102 особи в 3852 домогосподарствах у складі 1784 родин. Густота населення становила 75 осіб/км².  Було 30119 помешкань (320/км²).
Расовий склад населення:
| - 92,2 % — білих - 2,7 % — чорних або афроамериканців - 1,3 % — азіатів - 0,2 % — корінних американців - 2,2 % — осіб інших рас |

До двох чи більше рас належало 1,4 %. Частка іспаномовних становила 5,9 % від усіх жителів.
За віковим діапазоном населення розподілялося таким чином: 9,1 % — особи молодші 18 років, 61,3 % — особи у віці 18—64 років, 29,6 % — особи у віці 65 років та старші. Медіана віку мешканця становила 54,2 року. На 100 осіб жіночої статі у місті припадало 105,9 чоловіків;  на 100 жінок у віці від 18 років та старших — 104,8 чоловіків також старших 18 років.
Середній дохід на одне домашнє господарство  становив 81 585 доларів США (медіана — 52 410), а середній дохід на одну сім'ю — 100 124 долари (медіана — 66 488). Медіана доходів становила 41 593 долари для чоловіків та 37 569 доларів для жінок. За межею бідності перебувало 6,7 % осіб, у тому числі 6,0 % дітей у віці до 18 років та 3,8 % осіб у віці 65 років та старших.
Цивільне працевлаштоване населення становило 3230 осіб. Основні галузі зайнятості: мистецтво, розваги та відпочинок — 26,8 %, освіта, охорона здоров'я та соціальна допомога — 14,8 %, фінанси, страхування та нерухомість — 14,5 %.